# Гускос, Милтиадес
Милтиадес Гускос (греч. Μιλτιάδης Γούσκος; 1877 или 1874, Закинф, Ионические острова — 1904, Индия) — греческий легкоатлет, серебряный призёр летних Олимпийских игр 1896.
Гускос участвовал в только в соревновании по толканию ядра. Толкнув свой снаряд на 11,03 м, он занял второе место, на 19 см уступив американцу Роберту Гарретту.